# Football Club Stade Nyonnais 2008-2009
Questa voce raccoglie le informazioni riguardanti il Football Club Stade Nyonnais nelle competizioni ufficiali della stagione 2008-2009.

## Stagione
Nella stagione 2008-2009 lo Stade Nyonnais, allenato da Arpad Soos, concluse il campionato di Challenge League al 14º posto. In Coppa Svizzera lo Stade Nyonnais fu eliminato al primo turno dal Le Mont.

## Rosa
| N. |                           | Ruolo | Calciatore         |
| -- | ------------------------- | ----- | ------------------ |
| 1  | Svizzera (bandiera)       | P     | Grégory Mathey     |
| 2  | Costa d'Avorio (bandiera) | C     | Gilles Domoraud    |
| 3  | Svizzera (bandiera)       | D     | Jérémy Pauchard    |
| 4  | Svizzera (bandiera)       | D     | Jérôme Hyvernaud   |
| 5  | Francia (bandiera)        | C     | Sébastien Bichard  |
| 6  | Svizzera (bandiera)       | D     | Guillaume Katz     |
| 7  | Svizzera (bandiera)       | D     | Fabien Sordet      |
| 8  | Spagna (bandiera)         | C     | Juan Muñoz         |
| 9  | Brasile (bandiera)        | A     | Paulo Sousa        |
| 10 | Brasile (bandiera)        | C     | Vitor Huvos        |
| 11 | Svizzera (bandiera)       | C     | Massimo Lombardo   |
| 12 | Angola (bandiera)         | C     | Zaku Fungilo       |
| 13 | Svizzera (bandiera)       | D     | Michael Schneitter |
| 14 | Svizzera (bandiera)       | A     | François Arona     |

| N. |                       | Ruolo | Calciatore         |
| -- | --------------------- | ----- | ------------------ |
| 15 | Svizzera (bandiera)   | D     | Yves Miéville      |
| 16 | Svizzera (bandiera)   | A     | Tshitumba N'Gindu  |
| 17 | Svizzera (bandiera)   | D     | Cédric Gétaz       |
| 18 | Svizzera (bandiera)   | P     | Damien Warpelin    |
| 20 | Francia (bandiera)    | D     | Abdelaziz Kamara   |
| 21 | Svizzera (bandiera)   | C     | Mathieu Germanier  |
| 22 | Svizzera (bandiera)   | P     | Alexandre Duvoisin |
| 23 | Svizzera (bandiera)   | A     | Jonathan Atkinson  |
| 24 | Svizzera (bandiera)   | C     | Remo Hauser        |
| 25 | Francia (bandiera)    | C     | Gary Pardo         |
| 27 | Italia (bandiera)     | C     | Nicola Zari        |
| 30 | Mauritania (bandiera) | D     | Yohann Langlet     |
| 31 | Brasile (bandiera)    | A     | Machado            |

## Organigramma societario
Area tecnica
- Allenatore: Arpad Soos
- Allenatore in seconda: Massimo Lombardo
- Preparatore dei portieri: Ferdy Lamon
- Preparatori atletici:

## Calciomercato

### Sessione estiva
| Acquisti | Acquisti         | Acquisti       | Acquisti |
| R.       | Nome             | da             | Modalità |
| -------- | ---------------- | -------------- | -------- |
| D        | Abdelaziz Kamara | Châteauroux    |          |
| A        | François Arona   | Malley         |          |
| C        | Gilles Domoraud  | Nea Salamis    |          |
| C        | Remo Hauser      | Zurigo II      |          |
| C        | Juan Muñoz       | Chiasso        |          |
| A        | Teo Kardum       | FC Libourne    |          |
| D        | Guillaume Katz   | Malley         |          |
| C        | Angelino Lepape  | Étoile Carouge |          |
| A        | Paulo Sousa      | Biaschesi      |          |
| D        | Manuel Sene      | Yverdon        |          |
| P        | Damien Warpelin  | Losanna        |          |

| Cessioni | Cessioni     | Cessioni     | Cessioni |
| R.       | Nome         | a            | Modalità |
| -------- | ------------ | ------------ | -------- |
| C        | Fabio Albii  | Terre Sainte |          |
| C        | Johan Luyet  | Meyrin       |          |
| A        | Jocelyn Roux | Bellinzona   |          |

### Sessione invernale
| Acquisti | Acquisti           | Acquisti     | Acquisti |
| R.       | Nome               | da           | Modalità |
| -------- | ------------------ | ------------ | -------- |
| D        | Michael Schneitter | Meyrin       |          |
| A        | Machado            | Grasshoppers |          |

| Cessioni | Cessioni        | Cessioni | Cessioni |
| R.       | Nome            | a        | Modalità |
| -------- | --------------- | -------- | -------- |
| C        | Angelino Lepape | Chênois  |          |

## Risultati

### Challenge League

#### andata
| Arbitro: | Kever |

|                                 |           |  |
| Büchel 23’ Edo 34’ Oppliger 75’ | Marcatori |  |

| Arbitro: | Meroni |

|                      |           |                                                             |
| Lepape 23’ Sousa 60’ | Marcatori | 31’ (aut.) Germanier 47’, 90’ (rig.) Heiniger 62’ Schneuwly |

| Arbitro: | Speranda |

|                                  |           |  |
| Pollini 45’ Stoller 55’ Sara 83’ | Marcatori |  |

| Arbitro: | Hänni |

|           |           |  |
| Sousa 34’ | Marcatori |  |

| Arbitro: | Schneider |

|  |           |                        |
|  | Marcatori | 17’ Sousa 48’ Lombardo |

| Arbitro: | Lanfranchi |

|              |           |                        |
| Miéville 67’ | Marcatori | 5’, 25’, 29’ Boumelaha |

| Wil 13 settembre 2008, ore 17:30 CEST 7ª giornata | Wil        | 0 – 0 referto | Stade Nyonnais | Stadion Bergholz (680 spett.)\| Arbitro: \| Laperrière \| |
| Arbitro:                                          | Laperrière |               |                |                                                           |

| Nyon 27 settembre 2008, ore 17:30 CEST 8ª giornata | Stade Nyonnais | 0 – 0 referto | Concordia Basilea | Centre sportif de Colovray (465 spett.)\| Arbitro: \| Studer \| |
| Arbitro:                                           | Studer         |               |                   |                                                                 |

| Arbitro: | Rogalla |

|                                   |           |  |
| Dabo 20’, 83’ (rig.) Costanzo 68’ | Marcatori |  |

| Arbitro: | Amhof |

|  |           |                      |
|  | Marcatori | 5’ Rama 79’ Scarione |

| Arbitro: | Kever |

|                      |           |  |
| Boughanem 23’ (rig.) | Marcatori |  |

| Arbitro: | Hänni |

|  |           |                          |
|  | Marcatori | 31’ Valente 79’ Rennella |

| Arbitro: | Bertolini |

|              |           |                          |
| Sprunger 57’ | Marcatori | 42’ N'Gindu 75’ Miéville |

| Arbitro: | Jaccottet |

|                                    |           |          |
| Hauser 2’ N'Gindu 27’ Atkinson 80’ | Marcatori | 6’ Ademi |

| Arbitro: | Zimmermann |

|                               |           |  |
| Diethelm 36’ Schiendorfer 90’ | Marcatori |  |

#### ritorno
| Arbitro: | Speranda |

|                                                     |           |                                 |
| Madou 33’ (rig.), 57’ (rig.) Kavak 61’ Heiniger 72’ | Marcatori | 12’ N'Gindu 51’ (rig.) Lombardo |

| Arbitro: | Bieri |

|          |           |  |
| Sousa 7’ | Marcatori |  |

| Ginevra 7 marzo 2009, ore 19:30 CET 18ª giornata | Servette | 0 – 0 referto | Stade Nyonnais | Stade de Genève (1 915 spett.)\| Arbitro: \| Carrell \| |
| Arbitro:                                         | Carrell  |               |                |                                                         |

| Arbitro: | Devouge |

|           |           |                    |
| Sousa 82’ | Marcatori | 6’ Caso 57’ Doudin |

| Arbitro: | Rogalla |

|                |           |                              |
| Alija 28’, 56’ | Marcatori | 44’ Langlet 70’, 90’ Machado |

| Arbitro: | Hänni |

|          |           |  |
| Zari 35’ | Marcatori |  |

| Arbitro: | Gremaud |

|                       |           |           |
| Bieli 65’ Thüring 66’ | Marcatori | 11’ Sousa |

| Arbitro: | Klossner |

|             |           |                                                 |
| N'Gindu 58’ | Marcatori | 27’ Costanzo 34’ Merenda 55’ Zellweger 85’ Dabo |

| Arbitro: | Jaccottet |

|              |           |              |
| Ikanovic 45’ | Marcatori | 70’ Atkinson |

| Arbitro: | Kever |

|  |           |                       |
|  | Marcatori | 30’ Marazzi 83’ Hélin |

| Arbitro: | Amhof |

|                                                           |           |  |
| Pauchard 27’ (aut.) Valente 67’ Schirinzi 71’ Perrier 79’ | Marcatori |  |

| Arbitro: | Grossen |

|                       |           |              |
| Sousa 25’ Machado 57’ | Marcatori | 84’ Lombardi |

| Arbitro: | Amhof |

|              |           |                                |
| Miéville 12’ | Marcatori | 11’ Oppliger 33’ Edo 80’ Meoli |

| Arbitro: | Zimmermann |

|                                  |           |  |
| Katanha 8’ Todisco 28’ Etemi 90’ | Marcatori |  |

| Arbitro: | Hänni |

|             |           |                     |
| Machado 24’ | Marcatori | 9’, 39’, 62’ Idrizi |

### Coppa Svizzera
| 20 settembre 2008, ore 17:30 CEST Primo turno | Le Mont | 2 – 0 | Stade Nyonnais |  |

## Statistiche

### Statistiche di squadra
| Competizione     | Punti | In casa | In casa | In casa | In casa | In casa | In casa | In trasferta | In trasferta | In trasferta | In trasferta | In trasferta | In trasferta | Totale | Totale | Totale | Totale | Totale | Totale | DR  |
| Competizione     | Punti | G       | V       | N       | P       | Gf      | Gs      | G            | V            | N            | P            | Gf           | Gs           | G      | V      | N      | P      | Gf     | Gs     | DR  |
| ---------------- | ----- | ------- | ------- | ------- | ------- | ------- | ------- | ------------ | ------------ | ------------ | ------------ | ------------ | ------------ | ------ | ------ | ------ | ------ | ------ | ------ | --- |
| Challenge League | 28    | 15      | 5       | 1       | 9       | 15      | 27      | 15           | 3            | 3            | 9            | 11           | 29           | 30     | 8      | 4      | 18     | 26     | 56     | -30 |
| Coppa Svizzera   | -     | 0       | 0       | 0       | 0       | 0       | 0       | 1            | 0            | 0            | 1            | 0            | 2            | 1      | 0      | 0      | 1      | 0      | 2      | -2  |
| Totale           | 28    | 15      | 5       | 1       | 9       | 15      | 27      | 16           | 3            | 3            | 10           | 11           | 31           | 31     | 8      | 4      | 19     | 26     | 58     | -32 |

### Andamento in campionato
| Giornata  | 1  | 2  | 3  | 4  | 5  | 6  | 7  | 8  | 9  | 10 | 11 | 12 | 13 | 14 | 15 | 16 | 17 | 18 | 19 | 20 | 21 | 22 | 23 | 24 | 25 | 26 | 27 | 28 | 29 | 30 |
| --------- | -- | -- | -- | -- | -- | -- | -- | -- | -- | -- | -- | -- | -- | -- | -- | -- | -- | -- | -- | -- | -- | -- | -- | -- | -- | -- | -- | -- | -- | -- |
| Luogo     | T  | C  | T  | C  | T  | C  | T  | C  | T  | C  | T  | C  | T  | C  | T  | T  | C  | T  | C  | T  | C  | T  | C  | T  | C  | T  | C  | C  | T  | C  |
| Risultato | P  | P  | P  | V  | V  | P  | N  | N  | P  | P  | P  | P  | V  | V  | P  | P  | V  | N  | P  | V  | V  | P  | P  | N  | P  | P  | V  | P  | P  | P  |
| Posizione | 16 | 15 | 16 | 14 | 12 | 13 | 13 | 12 | 12 | 12 | 13 | 15 | 13 | 12 | 13 | 13 | 13 | 13 | 13 | 13 | 11 | 12 | 13 | 13 | 13 | 13 | 13 | 14 | 14 | 14 |

Legenda:

Luogo: C = Casa; T = Trasferta. Risultato: V = Vittoria; N = Pareggio; P = Sconfitta.

### Statistiche dei giocatori
| F. Arona      | 16 | 0 | 1 | 0 |
| J. Atkinson   | 17 | 2 | 0 | 0 |
| S. Bichard    | 13 | 0 | 3 | 0 |
| G. Domoraud   | 4  | 0 | 1 | 0 |
| A. Duvoisin   | 0  | 0 | 0 | 0 |
| Z. Fungilo    | 0  | 0 | 0 | 0 |
| M. Germanier  | 25 | 0 | 6 | 0 |
| C. Gétaz      | 6  | 0 | 0 | 0 |
| R. Hauser     | 15 | 1 | 0 | 1 |
| V. Huvos      | 9  | 0 | 1 | 0 |
| J. Hyvernaud  | 11 | 0 | 4 | 0 |
| A. Kamara     | 16 | 0 | 5 | 0 |
| T. Kardum     | 4  | 0 | 1 | 0 |
| G. Katz       | 28 | 0 | 7 | 0 |
| Y. Langlet    | 12 | 1 | 4 | 0 |
| A. Lepape     | 14 | 1 | 1 | 0 |
| M. Lombardo   | 29 | 2 | 2 | 1 |
| M. Machado    | 10 | 4 | 1 | 0 |
| G. Mathey     | 28 | 0 | 4 | 0 |
| Y. Miéville   | 30 | 3 | 3 | 0 |
| J. Muñoz      | 13 | 0 | 4 | 0 |
| T. N'Gindu    | 30 | 4 | 1 | 0 |
| G. Pardo      | 0  | 0 | 0 | 0 |
| J. Pauchard   | 23 | 0 | 5 | 1 |
| M. Schneitter | 11 | 0 | 0 | 0 |
| M. Sene       | 8  | 0 | 0 | 0 |
| F. Sordet     | 6  | 0 | 1 | 0 |
| P. Sousa      | 21 | 7 | 4 | 0 |
| D. Warpelin   | 2  | 0 | 0 | 0 |
| N. Zari       | 13 | 1 | 2 | 1 |